# Ватанабе Тітецу
Ватанабе Тітецу (яп. 渡邉智哲; 5 березня 1907 — 23 лютого 2020) — японський ветеран та довгожитель, вік якого підтверджено Групою геронтологічних досліджень (GRG), Книгою рекордів Гіннеса та Групою LongeviQuest (LQ). Буквально за 11 днів до власної смерті він був офіційно визнаний найстарішим живим чоловіком у світі і був найстарішим живим чоловіком в Японії. Також на момент смерті він входив до 20 найстаріших чоловіків у світі чий вік був підтверджений. Помер у віці 112 років, 355 днів, не дожив всього 10 днів до свого 113-річчя.

## Біографія
Тітецу Ватанабе народився 5 березня 1907 в Префектура Ніїґата, Японія у сім'ї фермерів.
Після закінчення сільськогосподарської середньої школи він вирушив у Тайвань, там він працював співробітником компанії цукрової тростини. Протягом 18 років перебування в Тайвані Ватанабе одружився, у пари було 4 дітей із 5.
Після Другої світової війни, Ватанабе повернувся до Японії і почав працювати у виїзному агентстві.
У 1974 році Ватанабе та його син Тецуо побудували новий сімейний будинок, поруч із яким була ферма площею приблизно на гектар.
Після виходу на пенсію він жив із сім'єю свого сина до 108 років, пізніше він переїхав до будинку для похилих людей.
Коли Ватанабе було 107 років, у відповідь на питання про секрет свого довголіття він сказав: що допомогти досягти його віку може сміх. Він також сказав, що треба забувати погані речі та не гніватись.
Тітецу Ватанабе помер 23 лютого 2020 року у віці 112 років і 355 днів, за 10 днів до свого 113-річчя. Після його смерті найстарішим чоловіком на Землі став Роберт Вейтон.

## Рекорди довгожителя
- 20 січня 2019 року після смерті 113-річного Масадзо Нонака, він став найстарішим живим чоловіком в Японії.